# Les Nouvelles Chroniques de Krondor
Les Nouvelles Chroniques de Krondor, également nommée L'Entre-deux-guerres chez l'éditeur Bragelonne puis Les Fils de Krondor par l'éditeur Milady, (titre original : Krondor's Sons) est une série de fantasy constituée de deux tomes qui sont l'œuvre de l'écrivain Raymond E. Feist.
Ces deux tomes sont Prince de sang et Le Boucanier du roi. L'histoire se passe respectivement 20 ans et 29 ans après la guerre de Sethanon et narre les aventures des fils du prince Arutha de Krondor.

## La série
Cette série comprend deux tomes :
1. Prince de sang, 2003 ((en) Prince of the Blood, 1989)
2. Le Boucanier du roi, 2003 ((en) The King's Buccaneer, 1992)